# بازی تیراندازی

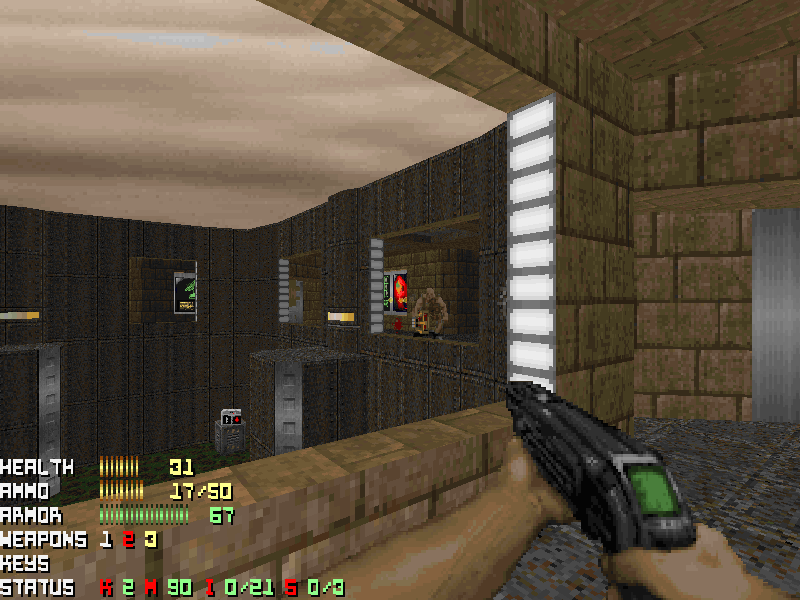
نمونه ای از بازی تیر اندازی رایانه ای

بازی تیراندازی (به انگلیسی: Shooter game) سبکی در بازی رایانه‌ای و زیرمجموعه بازی کُنِشی است. در این سبک، کاربر باید دشمنان را در بازی با تیراندازی به سمت آنان از بین ببرد. در این سبک معمولاً دشمنان هم می‌توانند تیراندازی کنند.